# Matanza de chinos de Torreón
La matanza de chinos de Torreón fue una masacre, acompañada de saqueos, ocurrida entre el 13 y el 15 de mayo de 1911. Fueron asesinadas 304 personas, el equivalente a la mitad de la comunidad china en Torreón, en el estado de Coahuila, al norte de México Los instigadores del pogromo, maderistas laguneros, acusaron a los chinos de connivencia con Porfirio Díaz y una turba procedió al saqueo de los de los españoles 
de la ciudad, donde después cometieron actos de violencia extrema contra la comunidad china, que incluyó el asesinato de adolescentes, niños y mujeres. Este suceso no es ampliamente documentado ni reconocido en la historia de la revolución mexicana.

## Antecedentes

### Contexto
La inmigración cantonesa a México comenzó ya en el siglo XVII, con un reducido número que se estableció en la Ciudad de México, la mayoría de los cuales procedían de Taishan, Cantón. La inmigración aumentó considerablemente cuando el presidente mexicano Porfirio Díaz intentó alentar la inversión extranjera para impulsar la economía del país. Los dos países firmaron un Tratado de Amistad y Comercio en 1899; con el tiempo, los expatriados cantoneses comenzaron a establecer negocios rentables como tiendas de comestibles al por mayor y al por menor. Para 1910, había cerca de trece mil inmigrantes chinos en el país, muchos viviendo en los estados de Baja California, Chihuahua, Coahuila, Sinaloa, Sonora y Yucatán.
Torreón era un destino atractivo para los inmigrantes a principios del siglo XIX. Estaba ubicado en la intersección de dos vías férreas de gran importancia, el Ferrocarril Central Mexicano y el Ferrocarril Internacional Mexicano y cerca del río Nazas, que irrigaba el área circundante, convirtiéndolo en un lugar adecuado para el cultivo de algodón. Los cantoneses probablemente comenzaron a llegar a Torreón durante las décadas de 1880 o 1890 Hacia 1900, quinientos de los 14.000 habitantes de la ciudad eran chinos. La comunidad china se convirtió en el grupo de inmigrantes más grande y notable de la ciudad. y para 1903 contaba con la filial del Baohuang Hui (Sociedad para Proteger al Emperador) más grande de México. El 17 de octubre de 1903, el presidente Porfirio Díaz creó una comisión para analizar el impacto de la inmigración china a México. El informe final de 121 páginas—publicado en 1911, escrito por José María Romero—establecía que la inmigración china, ya sea a nivel individual o grupal, no era de mayor beneficio para México.
México fue uno de los países visitados por Kang Youwei luego de su fallida Reforma de los Cien Días. Recientemente había fundado la Asociación de Reforma de China para restaurar al Emperador Guangxu en el poder, y visitaba los barrios chinos de todo el mundo para financiar la Asociación. Llegó en 1906 y compró unos bloques de bienes raíces en Torreón por 1700 pesos mexicanos, luego los revendió a inmigrantes cantoneses por una ganancia de 3400 pesos. Esta inversión impulsó a Kang a que la Asociación estableciera un banco en Torreón, que comenzó a vender acciones y bienes raíces a empresarios cantoneses. El banco también construyó la primera línea de tranvía de la ciudad. Kang volvió a visitar Torreón en 1907. Se ha sugerido que la ciudad sirvió como un caso de prueba para la inmigración cantonesa a México y Brasil, que Kang creía que podría resolver los problemas de superpoblación en el delta del río de las Perlas. Pronto había 600 chinos viviendo en la ciudad.
En 1907, varios empresarios mexicanos se reunieron para formar una cámara de comercio, con el objetivo de proteger sus negocios de los extranjeros. En lugar de apuntar específicamente a los chinos, escribieron:

No podemos competir contra los extranjeros en empresas comerciales. El hecho triste y lamentable es que la postración de nuestro comercio nacional ha creado una situación en que los mexicanos son reemplazados por personas y empresas extranjeras, que monopolizan nuestro comercio y se comportan como conquistadores en una tierra conquistada.
El Nuevo Mundo

El resentimiento hacia los chinos era considerablemente alto entre la población mexicana de Torreón, debido a la prosperidad y el monopolio de los inmigrantes sobre el comercio de comestibles. A nivel nacional, el odio hacia los chinos también se ha atribuido al hecho de que los chinos representaban una fuente de mano de obra barata que era fundamental para el programa económico porfiriano. Por lo tanto, oponerse a los chinos fue una forma indirecta de oponerse al porfiriato. Los sentimientos antichinos fueron evidentes en los discursos y manifestaciones del Día de la Independencia del 16 de septiembre de 1910. Durante las siguientes semanas, varios establecimientos chinos fueron destrozados.
Durante la jornada del Cinco de mayo de 1911, en plena Revolución mexicana un líder revolucionario, albañil o cantero de nombre Jesús C. Flores, pronunció un discurso público en la cercana locadidad de Gómez Palacio, en el que afirmó que los chinos estaban dejando sin trabajo a las mujeres mexicanas, habían monopolizado los negocios de jardinería y abarrotes, estaban acumulando grandes cantidades de dinero para enviar a China y estaban compitiendo por el afecto y la compañía de las mujeres locales. Concluyó exigiendo la expulsión de México de todas las personas de origen chino. Un testigo lo recordó afirmando "que, por lo tanto, era necesario... incluso un deber patriótico, acabar con ellos".
La sucursal de la Asociación de Reforma de China recibió información acerca del discurso de Flores, y el 12 de mayo el secretario de la sociedad, Woo Lam Po (también gerente del banco) hizo circular una carta en chino entre los líderes de la comunidad advirtiendo que podría haber violencia:

¡Hermanos, atención! ¡Atención! Esto es serio. Muchos actos injustos han ocurrido durante la revolución. Se ha recibido [sic] aviso de que antes de las 10 de hoy los revolucionarios unirán sus fuerzas y atacarán la ciudad. Es muy probable que durante la batalla surja una turba y saquee las tiendas. Por esta razón, aconsejamos a toda nuestra gente, cuando se reúna la multitud, cerrar la puerta y esconderse y bajo ninguna circunstancia abrir sus lugares para hacer negocios o salir a la calle para ver los combates. Y si alguna de vuestras tiendas es asaltada, no os resistáis, sino dejad que tomen lo que les plazca, ya que de lo contrario podríais poner en peligro vuestras vidas. ESTO ES IMPORTANTE. Después de que termine el problema, intentaremos llegar a un acuerdo.

## Matanza

### Batalla de Torreón
En la mañana del sábado 13 de mayo, las fuerzas revolucionarias comandadas por Emilio Madero, hermano de Francisco Madero atacaron la ciudad. Sus ferrocarriles la convirtieron en un punto estratégico clave necesario para tomar el control total de la región circundante. Madero y más de cuatro mil rebeldes rodearon la ciudad, cercando al General Emiliano Lojero y a sus seiscientos setenta Federales. Los maderistas penetraron en los jardines chinos que rodean la ciudad, matando a 112 de las personas que trabajaban allí. Las casas chinas se utilizaron como fortificaciones para los rebeldes que avanzaban, y las personas que vivían allí se vieron obligadas a prepararles comida. La lucha continuó hasta que los Federales comenzaron a quedarse sin municiones el domingo por la noche. Lojero ordenó la retirada y sus fuerzas abandonaron la ciudad al amparo de la oscuridad entre las dos y las cuatro de la mañana del lunes 15 de mayo, durante una fuerte tormenta. La retirada fue tan repentina que algunas tropas se quedaron atrás durante la evacuación. Antes de que los rebeldes entraran en la ciudad, testigos informaron que se habían hecho discursos xenófobos para indignar a la turba que los acompañaba contra los extranjeros. El propio Jesús Flores estuvo presente y pronunció un discurso llamando a los chinos competidores peligrosos y concluyó que lo mejor sería exterminarlos.

### Masacre
Las fuerzas rebeldes entraron a la ciudad a las seis de la mañana, acompañadas por una turba de más de cuatro mil hombres, mujeres y niños de los municipios de Gómez Palacio, Viesca, San Pedro, Lerdo y Matamoros. A ellos se unieron ciudadanos de Torreón y comenzaron el saqueo del distrito comercial. La turba liberó a los presos de la cárcel y saqueó tiendas. Pronto se trasladaron al distrito chino. Hombres a caballo expulsaron a los chinos de los jardines de regreso a la ciudad, arrastrándolos por las coletas y disparando o pisoteando a los que caían. Hombres, mujeres y niños fueron asesinados indiscriminadamente cuando se interpusieron en el camino de la turba, y sus cuerpos fueron saqueados y mutilados. Se informó que en un caso, la cabeza de un chino fue separada de su cuerpo y arrojada desde la ventana a la calle. En otro caso, un soldado tomó a un niño pequeño por los talones y le golpeó los sesos contra una lámpara. En muchos casos, se ataron cuerdas a los cuerpos de los chinos y hombres a caballo los arrastraron por las calles. Otros testimonios hablan de un chino que fue despedazado en la calle por caballos atados a sus brazos y piernas. La turba finalmente llegó al banco, donde mataron a los empleados y arrojaron a las calles las partes de sus cuerpos amputados.
Un periódico contemporáneo informó que las cabezas de los chinos asesinados fueron rodadas por las calles y sus cuerpos fueron atados a las colas de los caballos.

## Consecuencias
El embajador chino en México protestó ante este hecho y exigió una compensación de tres millones de pesos. El gobierno del presidente Francisco I. Madero pagó esa suma el 1 de julio de 1912.

## Víctimas
El informe inicial de la junta militar indicaba una cifra menor, pero informes posteriores, como el elaborado por el representante de la Legación China, Owyang King, y el abogado Arthur Bassett, arrojaron una cifra total de 303 muertos, que fueron asesinados por lo que ellos declararon fue "el odio de razas, y el deseo de saquear y matar".

## Respuestas y reacciones
- Casi un siglo después en mayo de 2021, el presidente de México, Andrés Manuel López Obrador, ofreció una disculpa al pueblo chino por la masacre.[29]
- El Museo Arocena inauguró, ese mismo año, la exposición "Memorial. La matanza de chinos en Torreón 1911".[30] Es un espacio dedicado a la reflexión sobre las condiciones sociopolíticas de la época, con este fin recurre a mostrar fotografías de la época, así como la lista con los nombres de las 303 víctimas.[7]

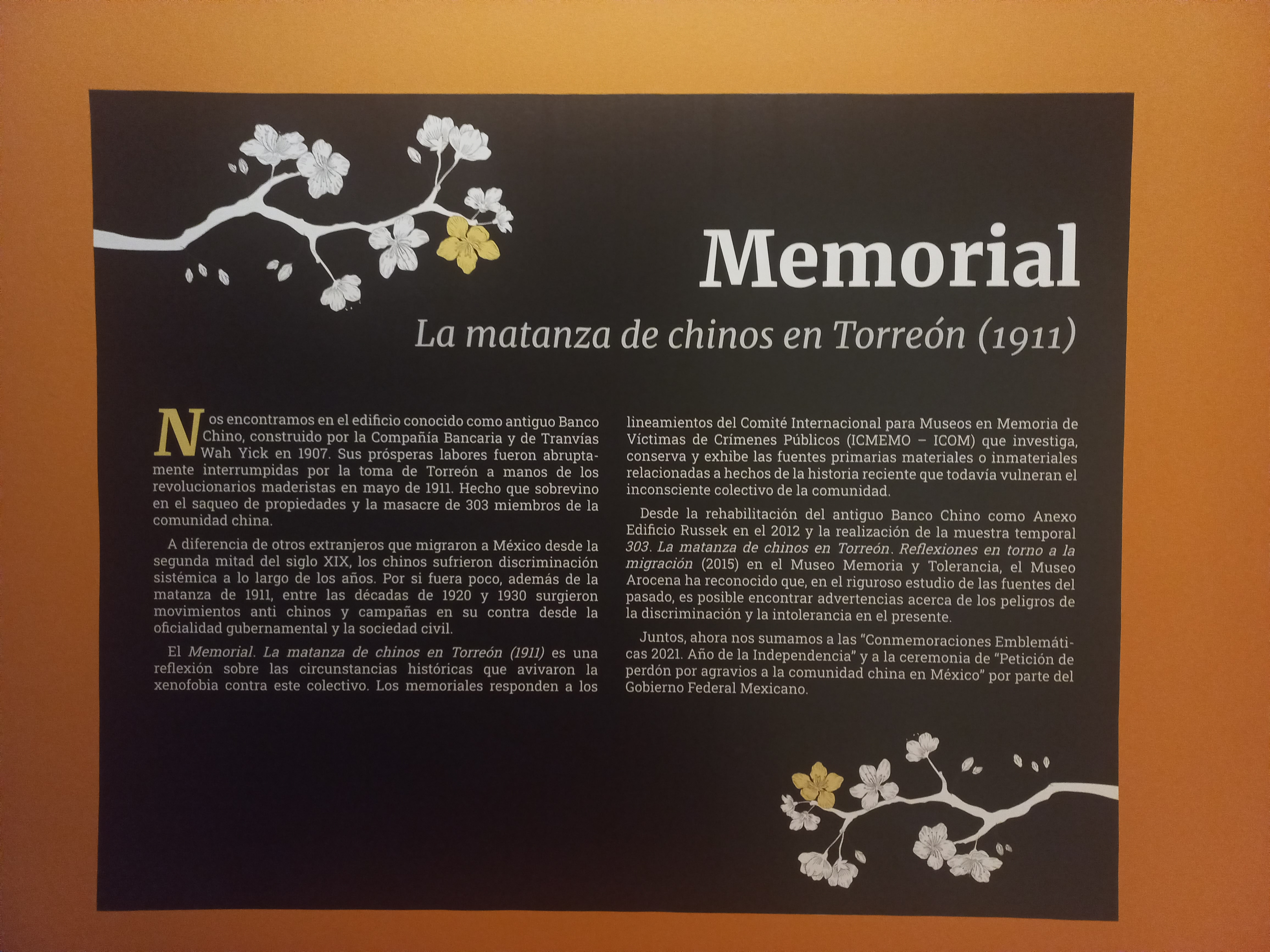
Cédula introductoria del Memorial "La matanza de chinos en Torreón (1911)"
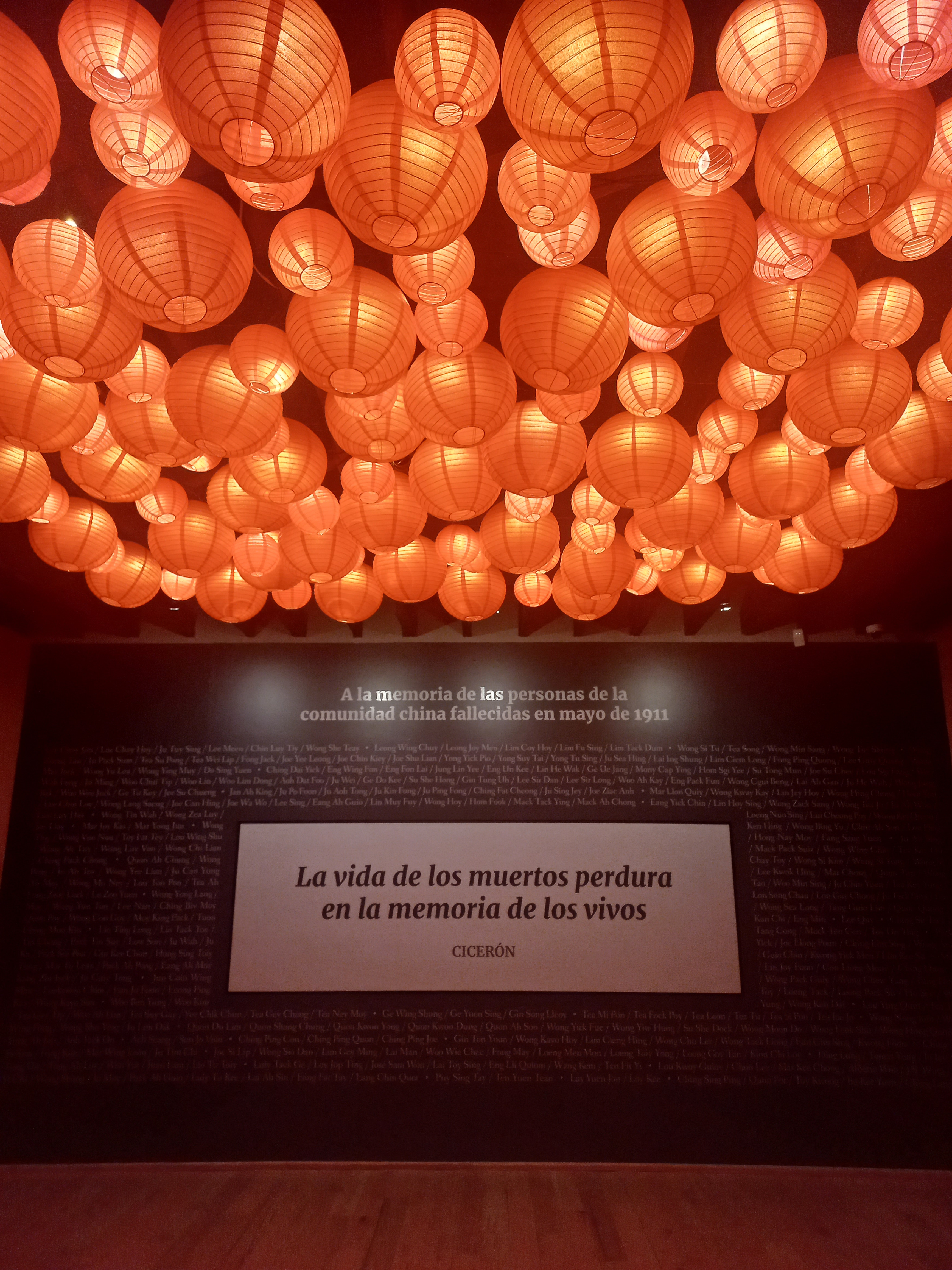
Interior del Memorial "La matanza de chinos en Torreón (1911)"